# Полпенни (Ирландия)
Ирландские полпенни — самая мелкая разменная монета Ирландии, равная 1⁄200 ирландского фунта.

## История
Монета была выпущена 15 февраля 1971 года. Эскиз разработал ирландский художник Габриэль Хайс. Её дизайн был взят из рукописи, которая находится в библиотеке Кёльнского собора (Германия). Монета имеет диаметр 1,7145 сантиметра, массу 1,782 грамма и состоит из сплава меди, олова и цинка.
Монета пострадала от последствий инфляции и после первоначального выпуска 1971 года выходила небольшими тиражами. Большая часть монет была изъята из оборота с 1 января 1987 года.
Монета полпенни 1985 года особенно редка и ценна для нумизматов — подавляющее большинство из 2,8 миллиона монет были переплавлены в 1987—1986 годах.